# Pacaciano
Tibério Cláudio Marino Pacaciano (em latim: Tiberius Claudius Marinus Pacatianus) foi um usurpador romano na região do Danúbio durante o reinado do imperador Filipe, o Árabe. Paciano é conhecido e conhecido pelas moedas que cunhou e através do relato de Zósimo e Zonaras, que afirmam que ele era um oficial em uma das legiões do Danúbio. De acordo com Zósimo, as revoltas de Pacaciano na Mésia (é provável que ele controlasse Viminácio) e de Jotapiano na Síria estimularam Filipe a oferecer ao Senado a possibilidade de abdicar, mas Décio, que havia sido enviado por Filipe para lidar com as revoltas, previu corretamente que Pacaciano seria morto por seus próprios soldados antes que ele chegasse ao Danúbio.